# Retoryka

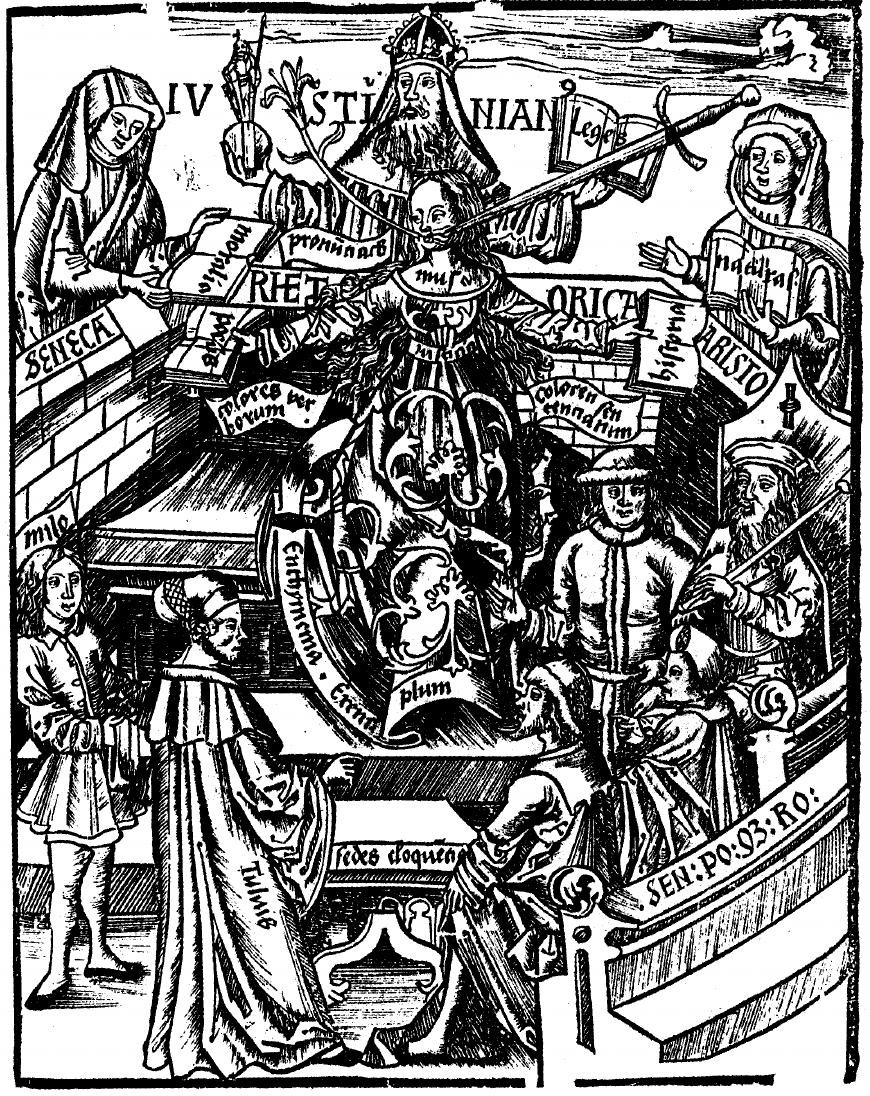
Retoryka. Drzeworyt w: Gregor Reich, Margarita Philosophica, Strasbourg 1512. Retoryka adorowana jest m.in. przez Arystotelesa, Senekę i Cycerona. Opiekę nad nią sprawuje cesarz Justynian. Napis głosi: Retoryka (...) jest najcudowniejszą ze wszystkich umiejętności.

Retoryka (stgr. ῥητορική τέχνη, łac. rhetorica) – sztuka budowania artystycznej, perswazyjnej wypowiedzi ustnej lub pisemnej, nauka o niej, refleksja teoretyczna, jak również wiedza o komunikacji słownej, obrazowej i zachowawczej pomiędzy autorem wypowiedzi a jej odbiorcami. W starożytności retoryka była nie tylko specjalną dziedziną nauki i sztuki, ale także ideałem życiowym, a nawet filarem kultury. W średniowieczu została jednym z podstawowych przedmiotów szkolnych, wykładanych w ramach sztuk wyzwolonych. Do XIX wieku, w kulturze europejskiej, uważano ją za niezbędny element wykształcenia.
Retoryka była autonomiczną dziedziną wiedzy i najważniejszym przedmiotem szkolnym kształcącym sprawność językową, uczącym jasnego, stosownego i ozdobnego wyrażania każdej myśli w słowie żywym i pisanym, jak też formującym społeczne i polityczne postawy w działalności publicznej. Była zwieńczeniem wykształcenia i wychowania, chociaż jej zakres i funkcje zmieniały się w poszczególnych epokach, prądach czy systemach pedagogicznych.
Zasady retoryki spisali (w podręcznikach, przemówieniach, dialogach, traktatach czy wykładach) starożytni nauczyciele wymowy, filozofowie albo praktykujący mówcy. Klasyczna retoryka została później dostosowana do potrzeb różnych czasów i krajów, w których się rozwijała. Chociaż przez wieki opierano się przede wszystkim na dziełach Cycerona – a także Platona, Arystotelesa i Kwintyliana – to każda kolejna epoka czerpała z nich na swój własny sposób, adaptując ich treści do własnych potrzeb.
Za największych retorów starożytności uważa się powszechnie Demostenesa i Cycerona. W czasach nowożytnych znaczące są postacie Piotra Skargi w literaturze polskiej, Bossueta we francuskiej czy Goethego w niemieckiej. Goethe uważał retorykę za godną zalecenia i niezbędną. Począwszy od XVIII wieku retoryka stała się w Anglii, Stanach Zjednoczonych i wielu innych państwach często używanym środkiem wyrazu dla sił politycznych i narodowych.
W Polsce retoryka, od czasów Komisji Edukacji Narodowej nazywana „wymową”, przestała istnieć jako odrębna dyscyplina wiedzy. Sztuką poprawnego myślenia zajęła się logika. Ocenę odbiorców z punktu widzenia wywoływanych u nich emocji przejęła psychologia. Etyka odebrała retoryce ocenę godziwości lub niegodziwości perswazji. Wiedzą o odbiorcy słowa mówionego i pisanego zajęła się socjologia. Retoryczne argumenty analizują filozofia, prawo czy teologia. Literacka część teorii retorycznej została rozdzielona pomiędzy różne specjalności filologiczne – gramatykę, teorię literatury, prozaikę, stylistykę, poetykę historyczną, publicystykę itp. Wiele współczesnych dyscyplin naukowych stanowi spadek po retoryce, a badacze używają terminologii retorycznej często bez świadomości, jakie są tej terminologii źródła.
Niezależnie od mniej lub bardziej uzasadnionych uprzedzeń, retoryka rozwija się nadal w ramach np. semiologii, semantyki czy teorii informacji. Patronuje kulturze żywego słowa, dyskusjom, polemikom, propagandzie, PR czy reklamie. W dobie środków masowego przekazu oczywiste jest zainteresowanie retoryką jako sztuką perswazji. Retoryka jest też niekiedy traktowana jako nauka funkcjonalnego i sprawnego posługiwania się językiem w mowie i piśmie. W opracowaniach niektórych współczesnych specjalistów traktuje się retorykę jako dziedzinę interdyscyplinarną, ujednolicającą badania naukowe w zakresie semantycznym i składniowo-stylistycznym.
Wykładany we współczesnej szkole „język polski” jeszcze w połowie XIX wieku nazywał się „wymowa i poezja”. Niektóre działy retoryki znalazły się w programach nauczania tego przedmiotu pod różnymi nazwami, takimi jak stylistyka, poetyka, deklamatoryka, ćwiczenia w mówieniu i pisaniu. Podstawowe elementy retoryki są nadal nauczane podczas pisania „wypracowań”, gdy uczy się struktury wypowiedzi pisemnej, udowadniania wcześniej postawionej tezy albo analizuje środki stylistyczne. W niektórych krajach retoryka wykładana jest w szkołach średnich i wyższych, na przykład pod nazwą „ćwiczenia w komponowaniu tekstów literackich i publicystycznych”. Wykorzystywana jest też w seminariach duchownych, przygotowujących do działalności kaznodziejskiej.
Retoryka dzieli się tradycyjnie na historyczną, opisową i normatywną. Retoryka historyczna przedstawia poszczególne tezy i poglądy w ujęciu historycznym, odróżniając specyfikę poszczególnych krajów i epok. Retoryka opisowa jest ujęciem zwartym, systematycznym i synchronicznym wszystkich najważniejszych, powszechnie przyjętych tez oraz ich uzasadnień. Retoryka normatywna zajmowała się praktyczną nauką przemawiania i pisania prozą.

## Definicje retoryki

### Pochodzenie terminu
Termin retoryka nosi w sobie wiele znaczeń. Jego źródłosłów jest grecki, pochodzi od niezachowanej w grece klasycznej formy czasownika ῥηο – „mówię celowo”, „mówię pięknie”. Słowo ῥητορ miało w różnych okresach historii Grecji odmienne znaczenia: „mówca publiczny na zgromadzeniu”, „mąż stanu”, „polityk”, „wydający wyrok sędzia”, „nauczyciel wymowy”, „człowiek wykształcony”, „krasomówca” itp. Termin ῥητορική używany był przez Greków z domyślnym τέχνη („sztuka”, „umiejętność”) i oznaczał podręcznik sztuki wymowy.
Zlatynizowany wyraz rhetorica stosowany był w Rzymie najczęściej do teorii wymowy, a słowo rhetor oznaczało „teoretyka retoryki” lub „nauczyciela retoryki”. Rozbieżności w używaniu nazw greckich i łacińskich wynikały z odmiennych poglądów na rolę i funkcję retoryki w poszczególnych epokach i kierunkach. Stąd zakres znaczeniowy terminu retoryka jest bardzo szeroki. W polskiej kulturze i nauce retoryka oznaczała między innymi sztukę oratorską, krasomówstwo, teorię przemawiania, podręcznik wymowy, nazwę przedmiotu szkolnego, a nawet system pedagogiczny.

### Definicje
Wielorakie funkcje i różnorodne zakresy znaczeniowe terminu retoryka sprawiły, że nigdy nie przyjęła się jej jednoznaczna, powszechnie uznawana definicja. Retorykę można zdefiniować albo bardzo krótką formułą, albo za pomocą wyliczania szeregu opozycji, których suma ukaże z jednej strony składniki stałe, z drugiej wyznaczy nieostre jej pogranicza i związki z innymi dyscyplinami. Najczęściej wskazywano cztery podstawowe, cząstkowe definicje retoryki:
1. Retoryka jest sposobem (sztuką) pięknego mówienia i w tym sensie przeciwstawia się mowie zwykłej, potocznej, nieozdobnej[13]. Określenie retoryki jako ars bene dicendi („sztuki pięknego mówienia”) pochodzi z I wieku a jego autorem był Kwintylian. W Kształceniu mówcy(inne języki) przeanalizował on ponad dwadzieścia wcześniejszych definicji. Określenie Kwintyliana przytaczano w starożytnych pracach pisanych po łacinie. W podręcznikach średniowiecznych i nowożytnych ars („sztuka”) była często w definicjach zastępowana określeniami scientia („nauka”), doctrina („doktryna”) lub disciplina („umiejętność”)[12].
2. Retoryka jest teorią prozy i w tym sensie jest komplementarna wobec poetyki. Wiele problemów kompozycyjnych oraz stylistycznych podjętych zostało i rozwiązanych przez retorykę, a potem przejętych przez teorię literatury[13].
3. Retoryka jest sztuką i teorią wymowy, czyli słowa wygłaszanego jako kunsztu oratorskiego – w tym sensie jest komplementarna wobec sztuki pisarskiej. Wygłaszanie mowy było jednak zazwyczaj poprzedzone sporządzeniem jej na piśmie[13].
4. Retoryka jest sztuką argumentacji perswazyjnej[13]. Teoretycy retoryki byli zgodni, że jej istotę stanowi przekonywanie, definiowane terminem perswazja. Z tego powodu, według Kwintyliana, retorykę można określić także jako moc przekonywania. Zdaniem Arystotelesa jest umiejętnością wynajdywania w mowie wszystkiego, co może mieć znaczenie przekonujące. Retoryka bowiem nie służy do nauczania, wyjaśniania czy argumentowania w kategoriach prawdy i fałszu – jej celem jest nakłonienie odbiorców, aby podzielili z autorem tezę, której dowodzi w wypowiedzi[14].

### Współczesne użycie
Retoryka miewa współcześnie złą opinię. W mowie potocznej lub w mediach banał czy gadulstwo kwituje się opinią: „to tylko retoryka”. Z drugiej strony rozprawia się z łatwością o „retoryczności” zdania albo tekstu – także takiego, który do niczego nie nakłania – a sloganem „retoryczna” może zostać określona każda wypowiedź. W obu tych zastosowaniach termin „retoryka” znaczy co innego. W pierwszym chodzi zazwyczaj o taką formę wypowiedzi, która przysłania treść – a więc o sposób mówienia lub pisania. W drugim „retoryka” jest rozumiana tak szeroko, że oznacza nie sztukę wypowiedzi i naukę o niej, lecz naukę o tekście. Oba te potoczne znaczenia nie są, z punktu widzenia samej retoryki, poprawne.

## Retoryka historyczna

### Początki retoryki

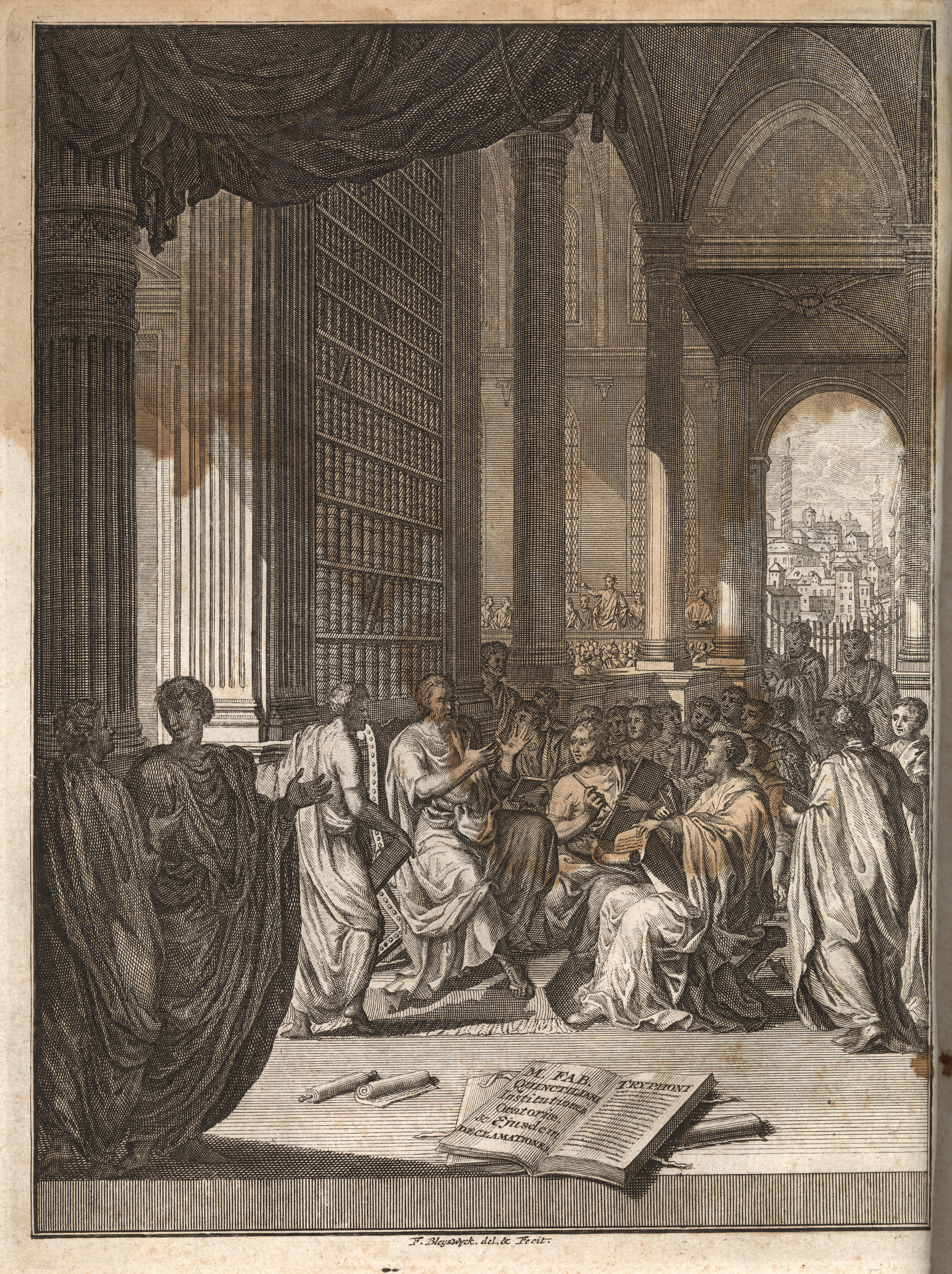
Strona tytułowa Kształcenie mówcy Kwintyliana. Wydanie Pietera Burmana Starszego, Lejda 1720. Miedzioryt F. Bleyswyka ukazuje wykładającego retorykę Kwintyliana.

Pisarze antyczni często wskazywali na mityczne początki retoryki. Obdarowanie ludzi sztuką wymowy przypisywano zazwyczaj Merkuremu. Według przekazu Izokratesa, zawartego w mowie O zamianie majątku, w Atenach otaczano kultem boginię Perswazję (stgr. Πειθώ), którą uważano za towarzyszkę Afrodyty lub Ateny. Na cześć Perswazji organizowano specjalnie turnieje oratorskie (stgr. ἀγών), podczas których rywalizowano w przekonywaniu.
Najczęściej wiązano jednak początki retoryki z Homerem. Kwintylian twierdził: nie kłopoczę się o to, kiedy zaczęto nauczanie tej sprawności, jakkolwiek mogę zauważyć, że już u Homera znajdujemy nauczyciela zarówno postępowania, jak i przemawiania, mianowicie w osobie Fojniksa znajdujemy wielu mówców i nawet wszystkie rodzaje wymowy w stylu trzech wodzów, znajdujemy popisy w wymowie współzawodniczącej ze sobą młodzieży. Co więcej: wśród rzeźb na tarczy Achillesa występują i spory, i rzecznicy sądowi. Prawie połowa tekstu Iliady i ponad jedna trzecia Odysei wypełnione są mowami a są to przemówienia często bardzo długie. Rozkoszowanie się mówieniem i wypracowana artystycznie oracja były naturalnym przymiotem starożytnych Greków. Jednak zdominowanie kultury greckiej przez retorykę dokonało się później, kiedy rozpoczął się okres rozkwitu Aten. Wydaje się, że mowy pogrzebowe poświęcone poległym żołnierzom weszły w zwyczaj po wojnach perskich. Rozwój demokracji za czasów Peryklesa otworzył pole do popisów krasomówstwem politycznym i prawniczym. Przemawianie stało się bowiem niezbędnym warunkiem sukcesu w działalności publicznej.
Większość współczesnych badaczy twierdzi, że podwaliny pod retorykę stworzyli sofiści a jej narodziny przypadają na V wiek przed Chrystusem. Sofiści uważali, że ćwiczenia w krasomówstwie, na równi z lekcjami z zakresu dialektyki i logiki, umożliwiały temu, kto je pobierał, osiągnięcie wpływu na słuchaczy, a czasami uczynienie ze sprawy wątpliwej – niewątpliwą.

### Retoryka grecka
Narodziny retoryki związane były z historią i kulturą starożytnej Grecji – wolnością słowa (stgr. παρρησία) i udziałem obywateli w życiu publicznym. Ustrój Aten, zwłaszcza od czasów Peryklesa gwarantował wszystkim wolnym obywatelom równość wobec prawa (stgr. ἰσονομία), dostęp do obejmowania godności państwowych (stgr. ισοτιμία) i prawo do swobodnego przemawiania (stgr. ἰσηγορία) na zgromadzeniach ludowych (stgr. ἐκκλησία). Demokracji ateńskiej towarzyszyła spontaniczna sztuka oratorska, początkowo oparta na intuicji i naśladownictwie utalentowanych mówców.

#### Koraks i Tejzjasz
Za twórców retoryki Arystoteles, Cyceron i Kwintylian uważali Koraksa i Tejzjasza – sofistów nauczających na Sycylii, którzy wsławili się wystąpieniami oratorskimi w procesach o zwrot zagrabionych majętności po wypędzeniu z Sycylii tyranów Terona i Hierona. Wielka liczba ówczesnych procesów wytworzyła zapotrzebowanie na opracowanie schematu przemówień sądowych. Około 460 roku przed Chrystusem Koraks miał napisać (zaginiony już w czasach antycznych) podręcznik retoryki, określanej jako „sztuka przekonywania”.
Z Koraksem i Tejzjaszem wiąże się anegdota, często przytaczana w podręcznikach. Tejzjasz ukończywszy kurs retoryki, nie chciał zapłacić Koraksowi honorarium. Sprawa trafiła do sądu, przed którym Tejzjasz rozwinął następujący dylemat: czegoś mię obiecał nauczyć Koraksie? – Sztuki przekonywania kogo zechcesz. – Dobrze. Alboś mnie nauczył tej sztuki, a w takim razie daj się przekonać, że ci się honorarium nie należy, alboś mię jej nie nauczył, a w takim razie nic ci nie jestem winien, boś nie dotrzymał obietnicy. Na to Koraks odpowiedział drugim dylematem: jeśli ci się uda przekonać mnie, że mi się honorarium nie należy, to musisz mi je zapłacić, bom dotrzymał przyrzeczenia; a jeśli ci się nie uda, to tym bardziej musisz mi zapłacić. Tejzjasz nic nie zapłacił za naukę i podobno utworzył własną szkołę retoryki.

#### Gorgiasz
Sycylijczyk Gorgiasz, jeden z najwybitniejszych sofistów, przybył do Aten w roku 427 przed Chrystusem na czele poselstwa, które domagało się pomocy jego rodzinnym Leontinoj przeciwko Syrakuzom. Jego mowy wywarły wielkie wrażenia na Ateńczykach. Według Platona odznaczały się wielką potęgą słowa. Platon twierdził w dialogu Gorgiasz, że mówca ten potrafił o tym samym problemie mówić krótko bądź długo, rzeczom nieważnym przypisywał pozór wielkiej wagi, lekceważył też prawdę i cnotę.
Cyceron wspomniał w Brutusie, za Arystotelesem, że Gorgiasz pisał, a potem wygłaszał zarówno pochwały, jak i nagany tych samych osób lub rzeczy. Gorgiasz miał pierwszy twierdzić, że efekt przemówienia nie zależy od treści, ale od wrażenia, jakie mówca potrafi wywrzeć na słuchaczach. Cyceron uważał Gorgiasza za twórcę prozy artystycznej. Środki, którymi się posługiwał to m.in. aliteracje i asonanse oraz figury uwydatniające rytmikę mowy, wśród których były antyteza, isocolon czy homoioteleuton.
Napisany przez Gorgiasza podręcznik retoryki zaginął już w starożytności. Zachowały się natomiast dwie mowy – Pochwała Heleny (stgr. Helénes enkomión) oraz Obrona Palamedesa (stgr. Hypér Palámedus apologia) – będące czymś w rodzaju ćwiczeń które miały zademonstrować sposoby kształtowania przekonań odbiorców. Według Gorgiasza większość ludzi buduje swoje przekonania na opinii (dóksa) niejednokrotnie dalekich od prawdy (aléteia). Zręczny mówca może więc kształtować w słuchaczach każde mniemanie, gdyż „słowo jest wielkim mocarzem”. Z założenia tego powstała przypisywana Gorgiaszowi tzw. apatetyczna teoria słowa, według której odpowiednio zbudowana wypowiedź wprowadza odbiorcę w stan omamienia.

#### Izokrates
Izokrates był uczniem Gorgiasza. Układał na zamówienie mowy sądowe, a w roku 390 przed Chrystusem założył w Atenach własną szkołę. Uważa się ją za najstarszą, w której głównym wykładanym przedmiotem była retoryka. Pierwszy też traktował retorykę jako naukę, a nie tylko umiejętność. Ponieważ nie czuł się na siłach przemawiać, układał swoje wystąpienia na piśmie, dzięki czemu przeniósł sztukę retoryki do literatury pięknej.
Dla Izokratesa retoryka była ze względu na cel umiejętnością, a ze względu na środki sztuką. Wniósł do teorii istotny wkład, który z drobnymi modyfikacjami czy uzupełnieniami wszedł na stałe do późniejszego kanonu. Przede wszystkim poszerzył zakres tematyczny retoryki, wprowadzając problemy filozoficzne, polityczne i moralne. Ustalił typy mów, był twórcą pojęcia „okres retoryczny”, w ramach którego stworzył podstawowe zasady nauki o prozie. Na stylu Izokratesa wzorował się Cyceron. Ponieważ styl Cycerona stał się modelem, na którym opierała się średniowieczna i nowożytna proza, Izokrates oddziałał znacząco na rozwój literatury europejskiej.

#### Platon
Platon sformułował swoje poglądy retoryczne w kilku dialogach, w których przeciwstawił się sofistom. Retoryka była – zdaniem Platona – sztuką mówienia prawdy i przekonywania do niej. Stąd dla Platona najlepszym retorem był doskonały filozof. W Fajdrosie zdefiniował retorykę jako umiejętność kierowania duszami polegającą na nakłanianiu za pomocą słów. Przez nakłanianie rozumiał przekonywanie poprzez rzeczowe argumenty, albo wpływanie na wolę i uczucia słuchacza przez odpowiedni dobór wyrazów, intonację i gesty.
Krytykę oddziaływania słowem bez liczenia się z etyką przeprowadził Platon w Gorgiaszu. Jego zdaniem retor nie powinien nigdy zapominać, że głównym celem jego wiedzy i kunsztu jest odsłanianie lub przybliżanie prawdy. Celem retoryki jest bowiem połączenie piękna, dobra i prawdy. Zanim ktoś nie pozna prawdy w każdej materii – podkreślił Platon w zakończeniu Fajdrosa – (...) dopóki się w taki sam sposób nie zapozna z naturą duszy i nie potrafi znaleźć w każdym wypadku takiego rodzaju nazwy, który by danej naturze odpowiadał (...), tak długo nie potrafi być artystą, mistrzem w narodzie mów, i cała jego robota nie przyda się na nic, bo ani nie nauczy nikogo, ani nie przekona.

#### Arystoteles
Arystoteles uznał retorykę za naukę i włączył ją do nauk produktywnych, wespół z poetyką. Swoje poglądy przedstawił w swojej Retoryce. Stagiryta podzielał pogląd Platona, że retoryka winna służyć prawdzie, ale jednocześnie nie odrzucał techniki wypracowanej przez sofistów, którą uważał za wielkie i przydatne osiągnięcie.
Na początku Retoryki Arystoteles określił odrębność i wyjątkowość sztuki wymowy stwierdzając, że polega ona na umiejętności metodycznego odkrywania tego, co w odniesieniu do każdego przedmiotu może być przekonywające. Uznawał więc, że siła perswazyjna retoryki może zostać zastosowana w każdej dziedzinie nauki i życia publicznego. W księdze pierwszej skrytykował co prawda sofistów za wąskie rozumienie istoty logicznej argumentacji, ale jednocześnie Platona, który jego zdaniem lekceważył formalny charakter retoryki. Według Arystotelesa retoryka opierała się na trzech rodzajach mów – politycznych, sądowych i popisowych. Rodzaje te winny być dostosowane do trzech rodzajów perswazji – uzasadniania, osądzania i oceniania. W księdze drugiej omówił Arystoteles psychologiczne podstawy oddziaływania na słuchaczy i przeprowadził analizę rodzajów argumentacji, uwzględniając takie zagadnienia jak autorytet mówcy (etos), emocje i zróżnicowanie słuchaczy. Księga trzecia poświęcona była zagadnieniom stylistycznym i kompozycyjnym, opierając się na których wysnuł Arystoteles teorię prozy.
W późniejszych podręcznikach największe znaczenie przypisywano nauce Arystotelesa o czterech zaletach wysłowienia, zwłaszcza o jasności i stosowności. Jasność, według Arystotelesa, można było uzyskać posługując się słowami w ich właściwym, precyzyjnie sformułowanym znaczeniu. Stosowność natomiast sprowadził Arystoteles do odpowiedniego doboru środków językowo-stylistycznych, dostosowanych do tematu i rodzaju dyskursu. Estetyczne walory wymowy winny, jego zdaniem, łączyć się z moralnymi zaletami osobowości podmiotu retorycznego, bowiem o zaufaniu do mówcy decyduje jego etos.

#### Teofrast
Teofrast, uczeń Arystotelesa, był autorem zaginionego podręcznika O sposobie przemawiania, którego fragmenty można zrekonstruować z cytatów u późniejszych autorów. Dokonał w nim, jako pierwszy, rozróżnienia pomiędzy literaturą a retoryką. Pierwszą zdefiniował jako sztukę mającą na celu rzecz, czyli temat (stgr. lógos pros prágma), drugą jako sztukę skierowaną do słuchaczy (stgr. lógos pros tus akroatás). Przypisuje mu się podział stylów retorycznych na niski, średni i wysoki. Miał też wprowadzić do retoryki termin „piękne słowa” (stgr. kalá onómata), przez który rozumiał przemawianie do wyobraźni dzięki wywoływaniu przyjemnego wrażenia i szlachetnych skojarzeń semantycznych.

#### Hermagoras z Temnos
Hermagoras z Temnos, stoik żyjący na przełomie II i I wieku przed Chrystusem, był autorem podręcznika Téchnai rhetorikai („Sztuka retoryczna”). Przedstawił w nim dotychczasowe zdobycze greckiej retoryki. Ze względu na przejrzysty układ, sześć ksiąg tego dzieła wywarło duży wpływ na retorykę łacińską, zwłaszcza na anonimowego autora Rhetorica ad Herennium oraz młodego Cycerona.
Hermagoras wprowadził do teorii retoryki podział zagadnień na sprawy ogólne, czyli tzw. tezy, oraz konkretne sprawy sporne, tzw. hipotezy. Wyróżnienie hipotez zależało od czynników i okoliczności dających się ująć w pytania: co?, gdzie?, kiedy? itd. Dla spraw spornych (hipotez) ustalił Hermagoras cztery punkty ustalenia sprawy, czyli dochodzenia (stgr. stáseis, łac. status). Punkty te miały dalsze podziały, przez co teoria Hermagorasa była niekiedy określana jako system „scholastyczny”. Nauka o ustalaniu sprawy opierała się na filozofii stoickiej i przyczyniła się do wprowadzenia logiki do teorii retoryki. Poprzez ścisłe zespolenie retoryki z dialektyką i logiką stoicy zadecydowali o tym, że wymowa stała się nie tylko sztuką (stgr. téchne), ale również umiejętnością (stgr. epistéme).

#### Filodemos z Gadary
Epikurejczyk Filodemos z Gadary był autorem, znanego współcześnie jedynie z cytatów u innych pisarzy, traktatu Retoryka. W dziele tym podjął próbę opisania i uporządkowania problemów wynikających ze wzajemnego stosunku retoryki i filozofii. Opowiedział się za wyższością filozofii, zaś retoryce odmówił jakichkolwiek związków z moralnością. Sztuka retoryczna nie była jedynie biegłością formalną, gdyż – zdaniem Filodemosa – zawsze istniał w sztuce oratorskiej pewien margines niespodzianki, przypadkowości, które nie mógł być objęte regułami i normami. Bardzo ważne dla rozwoju retoryki były spostrzeżenia Filodemosa na temat różnicy między sofistą (zawodowym nauczycielem retoryki) a mówcą.

### Retoryka rzymska
Podbój krajów hellenistycznych sprawił, że do Rzymu zaczęły przenikać idee greckiej retoryki. W II i I wieku przed Chrystusem wymowa w republikańskim Rzymie zaczęła odgrywać znaczącą rolę polityczną, jak niegdyś w demokratycznych Atenach. Retoryka stała się potężnym narzędziem politycznym i skutecznym środkiem do zdobywania najwyższych stanowisk w państwie. Już w „Naukach dla syna” (Praecepta ad filium) Katona Starszego pojawiła się definicja, zgodnie z którą orator est vir bonus dicendi peritus („mówca to człowiek prawy, biegły w wymowie”).
Długo uczono w Rzymie retoryki wyłącznie w języku greckim. Jeszcze Cyceron wspominał, pisząc o swojej młodości: deklamowałem – jak się to dziś mówi – codziennie; często z Markiem Pizonem i Kwintusem Pompejuszem albo też z kim innym, niejednokrotnie po łacinie, ale częściej po grecku, zarówno dlatego, że język grecki zasobniejszy w krasomówcze ozdoby przyzwyczaja do przemawiania w podobny sposób i po łacinie, jak i dlatego, że sławni nauczyciele greccy nie mogliby mnie ani poprawić, ani niczego nauczyć, gdybym nie mówił po grecku. Za pierwszą, w której nauczano po łacinie, uważa się szkołę założoną w 93 roku przez Lucjusza Plocjusza Gallusa, zamkniętą po kilkunastu miesiącach na polecenie cenzora Lucjusza Krassusa.

#### Retoryka dla Herenniusza
Retoryka dla Herenniusza (łac. Rhetorica ad Herennium) to anonimowy traktat, skierowany do niezidentyfikowanego Gajusza Herenniusza, napisany w latach 86–82 przed Chrystusem. Dzieło to jest uznawane za najstarszy zachowany podręcznik retoryki w języku łacińskim. Było pierwszą próbą tłumaczenia greckich terminów retorycznych na łacinę i przedstawienia przykładów zastosowania retoryki w rzymskim życiu politycznym. Rhetorica ad Herennium, przynajmniej do XV wieku, była błędnie przypisywana Cyceronowi i w związku z tym cieszyła się dużym autorytetem.
Rhetorica ad Herennium, oparta na podręczniku Hermagorasa z Temnos, zbudowana została według dwóch schematów – perypatetyckiego (opartego na regule pięciu zadań retoryki) i przedperypatetyckiego (opartego na teorii części przemówienia). Obydwa schematy zostały połączone, aby wszechstronniej przedstawić grecką teorię retoryczną. Ze względu na kompletny i przejrzysty wykład antycznej teorii, „Retoryka dla Herenniusza” była często używana aż po XVIII wiek jako pierwszy, wprowadzający podręcznik retoryki albo jako podstawa dla różnego rodzaju szkolnych adaptacji.

### Retoryka średniowieczna
W średniowieczu wraz z gramatyką i dialektyką tworzyła trivium sztuk wyzwolonych. Tradycję retoryczną kontynuowano m.in. w komentarzach do podręcznika Rhetorica ad Herennium.

### Retoryka nowożytna
Rozkwit retoryki w renesansie przyśpieszył wynalazek druku oraz odnalezienie nieznanych dotąd pism starożytnych retorów, m.in. Cycerona i Kwintyliana. Prace te okazały się cennym źródłem terminologii, przykładów i materiału do ćwiczeń. Rozpowszechnił się styl cyceroniański, odznaczający się wyjątkowym kunsztem stylistycznym. Retoryka stała się najważniejszą częścią humanistycznej edukacji na uniwersytetach, a mowa – jednym z najpopularniejszych gatunków literackich.
W baroku retoryka została zdominowana przez azjanizm, charakteryzujący się przerostem formy nad treścią, stylem wybujałym, obfitującym w tropy i figury retoryczne. Teoria retoryki oderwała się od filozofii, szczególnie logiki, stając się sztuką “zadziwiania” odbiorcy zabiegami słownymi.
Upadek retoryki, jaki nastąpił w oświeceniu, wynikał głównie z rozwoju gramatyki uniwersalnej. Ponieważ to gramatykę uważano za sztukę logicznego mówienia, retoryka została odsunięta na dalszy plan i ograniczona do sztuki pisania.
W romantyzmie teoria retoryki uległa jeszcze większej marginalizacji, co wiązało się z nastaniem nowej estetyki, zerwaniem z kultem autorytetu, odstąpieniem od hierarchii sztuk wyzwolonych.

### Retoryka w Polsce
Rozwój retoryki w Polsce, przez pierwsze wieki nauczanej wyłącznie w języku łacińskim, datuje się od średniowiecza i był ściśle powiązany z historią retoryki w innych krajach europejskich. Dzięki językowi łacińskiemu dzieła polskich teoretyków retoryki (np. Jakuba Górskiego) były komentowane w innych krajach, a w polskich szkołach czytano najnowsze prace obcych myślicieli. W XVI wieku retorzy zaczynają używać języka ojczystego, co związane było przede wszystkim z rozwojem polskiego parlamentaryzmu. Cechą wyróżniającą polską retorykę stał się patronat nad sarmacką sztuką oratorską (krasomówstwem). Jeżeli jednak w czasach odrodzenia zajmowano się zarówno teorią retoryki, jak i oratorstwem, to w epoce baroku mamy do czynienia prawie wyłącznie z krasomówstwem politycznym i religijnym. Maciej Kazimierz Sarbiewski był ostatnim polskim teoretykiem retoryki na skalę europejską.
Od końca XVI wieku retoryka była wykładana jako osobny przedmiot w kolegiach jezuickich. Według jezuickiego programu nauczania, przyjętego w XVII wieku przez inne szkoły w Rzeczypospolitej, retoryka była jednym z najważniejszych przedmiotów, którego uczono na wszystkich poziomach edukacji. Nauczanie oparte było na autorach klasycznych, przede wszystkim Cyceronie, który traktowany był jako ideał retora i oratora, a zarazem wzór religijności, patriotyzmu i moralności. Nauka od najniższej klasy zmierzała do tego, aby dać retoryce jak najbardziej solidne podstawy. W klasach starszych wprowadzono obowiązkowe uczenie się tekstów na pamięć i ich deklamowanie.
Zmiany w nauczaniu retoryki zaproponował Stanisław Konarski. Główna idea reformy wyrażona została w tytule jego dzieła z 1767 roku: O sztuce dobrego myślenia koniecznej dla sztuki dobrej wymowy. Konarski był przekonany o wychowawczych funkcjach „sztuki dobrego mówienia”. Zaproponował spolszczenie nazwy przedmiotu szkolnego z retoryki na wymowę i powiązanie go z wychowaniem obywatelskim. Głównym celem reformy Konarskiego, zrealizowanej później przez pedagogów spod znaku Komisji Edukacji Narodowej, było przywrócenie klasycznych zasad retoryki, z jej zorientowaniem na rozwój intelektualny i patriotyczne obowiązki. Podporządkowanie retoryki celom publicznym, tak jak je rozumiano w oświeceniu, widoczne było zwłaszcza w podręcznikach Filipa Nereusza Golańskiego i Grzegorza Piramowicza.
Włączona do programów zreformowanej szkoły retoryka, występująca odtąd pod nazwą „wymowy”, była nauczana krócej – wskutek rozbiorów – niż w innych krajach europejskich. W okresie zaborów badania retoryczne rozwijały się głównie na uniwersytecie wileńskim – duże znaczenie miały prace Leona Borowskiego i Euzebiusza Słowackiego. Adam Mickiewicz, jako uczeń Borowskiego, napisał rozprawę „O wymowie i poezji”. Rozważania na temat retoryki kontynuowano w literaturze emigracyjnej, wiele uwagi poświęcił im na przykład Norwid. Obecność retoryki zaznaczyła się w różnorodnych podręcznikach szkolnych, w których występowała najczęściej pod nazwą „stylistyki” lub „prozaiki”.
W dwudziestoleciu międzywojennym postulowano przywrócenie nauczania podstaw retoryki w ramach wykładanego w gimnazjum języka polskiego. Sojusznikami reaktywowania retoryki w szkołach średnich byli między innymi nauczyciele języków klasycznych, a także wykładowcy uniwersyteccy. Przeważyła jednak koncepcja oparcia programu nauczania języka polskiego na omawianiu lektur literatury narodowej. Co prawda włączono do nauczania tego przedmiotu pewne elementy retoryki, jednak w ograniczonym zakresie. Likwidacja szkolnego nauczania łaciny i odrzucenie dziedzictwa retoryki w okresie PRL, spowodowały, że w szkolnictwie i nauce polskiej powstała duża luka w studiach i badaniach retorycznych, nie odrobiona do czasów współczesnych.

## Retoryka opisowa

### Trzy zasady retoryki
Zwarta struktura retoryki opierała się na trzech fundamentalnych zasadach – organiczności, stosowności i funkcjonalności. Od poznania i przyswojenia tych zasad rozpoczynano zazwyczaj w podręcznikach nauczanie retoryki.

#### Zasada organiczności
Zasada organiczności, zwana także zasadą zwartości, została sformułowana przez Platona. Uważał on, że dzieło retoryczne jest niczym żywa istota i stanowi odpowiednik organizmu w przyrodzie. Jak to ujął w Fajdrosie, mowa nie może obyć się bez głowy i nóg, powinna mieć tułów i kończyny dobrane do siebie i uwarunkowane całością. Zgodnie z zasadą organiczności, każde dzieło retorycznej sztuki słowa powinno być zamkniętą całością, opartą na wewnętrznym ładzie i właściwym układzie odpowiednich części.

#### Zasada stosowności
Zasada stosowności, zwana także zasadą taktu, mówiła o właściwym dla tematu i odbiorców doborze środków retorycznych. Sformułował ją Arystoteles. Obejmowała zarówno kwestie estetyczne, etyczne, jak i stylistyczne. Podręczniki rozróżniały stosowność zewnętrzną od stosowności wewnętrznej. Stosowność wewnętrzna polegała na zgodności myśli, słowa i rzeczy – tak, aby odpowiednie dać rzeczy słowo. Nazywano to koherencją rzeczy i słów. Stosowność zewnętrzna odnosiła się do zgodności między sposobem wygłoszenia mowy a możliwościami jej odbioru przez słuchaczy – w zależności od różnych okoliczności czasu i miejsca.

#### Zasada funkcjonalności
Zasada funkcjonalności, zwana także zasadą celowości, ujmowała dzieło retoryczne jako akt celowego działania. Jej sformułowanie przypisywano sofistom. Zgodnie z tą zasadą, twórca winien być świadomy celu, który mu przyświeca i odpowiednio do niego dobrać środki retoryczne. Sztuka była w retoryce pochodną funkcjonalizmu a zasada ta odnosiła się zarówno do zamysłu, jak również do słownictwa i kompozycji.

### Trzy funkcje retoryki
Potrójna funkcja retoryki (łac. tria officia dicendi) obejmowała poznanie, odczuwanie i przeżywanie. Inaczej mówiąc, retoryka oddziaływała na rozum, wolę i uczucia. Wyodrębnienie tych sfer wynikało z filozofii antycznej. Arystoteles wyróżniał w procesie komunikowania lógos („rozum”), éthos („wolę”) i pathos („uczucie”, „żądzę”) – „siły” stale towarzyszące człowiekowi. Było to rozwinięcie platońskiego podziału duszy ludzkiej na logistikón („intelekt”), thymoidés („wolę”) i epithymetikón („żądzę”). Tym trzem częściom odpowiadają trzy cnoty, przez stoików nazwane kardynalnymi: intelektowi – mądrość, woli – męstwo, żądzy – wstrzemięźliwość.
Zdaniem Cycerona, dobry retor powinien łączyć wszystkie trzy funkcje w jednej mowie. Człowiek wymowny powinien tak przemawiać, by uczył, sprawiał przyjemność i wzruszał (...) Uczyć to obowiązek, sprawiać przyjemność – słodycz, wzruszać – zwycięstwo.

#### Funkcja pouczająca
Funkcja pouczająca, zwana też informującą (stgr. lógos, łac. docere, probare) była skierowana do intelektu odbiorcy. Wypowiedź pełniła w jej ramach rolę nauczającą, informującą czy pouczającą. Mówca powinien uczyć, informować i udowadniać postawione tezy. Wypowiedź należało dostosować zarówno do tematu, jak i poziomu intelektualnego odbiorcy. Według podręczników ideałem było pouczanie refleksyjne, subtelne, pozbawione znamion ostentacyjnego czy prymitywnego dydaktyzmu. Najwłaściwszym było podczas pouczania zastosowanie stylu prostego.

#### Funkcja zniewalająca
Funkcja zniewalająca (stgr. éthos, łac. movere, permovere, flectere) miała na celu wpłynięcie na wolę odbiorcy. Zadaniem mówcy było nakłonienie do przyjęcia stosownej opinii czy poglądu poprzez poruszenie czy wzruszenie odbiorcy. Wszyscy najwybitniejsi teoretycy twierdzili, że postulat movere („poruszenia”) należy do najważniejszych celów retoryki. Wpływ bowiem na wolę odbiorcy, poświadczony przez zmianę jego decyzji czy sposobów wartościowania, był największym osiągnięciem mówcy. Natomiast namowę do odpowiedniego czynu uważano za najszczytniejszy ideał retoryki. Mowę zniewalającą wygłaszało się przeważnie w stylu wysokim, przy użyciu wielu różnych środków stylistycznych.
Istotę tej funkcji przedstawił św. Augustyn w De doctrina Christiana. Pod wpływem zniewolenia odbiorca pragnie tego, co mu obiecujesz; lęka się tego, o czym mu powiesz, że jest groźne; nienawidzi tego, co potępiasz; przyjmuje to, co zalecasz; żałuje tego, co przedstawiasz jako żalu godne; cieszy się tym, o czym powiesz, że winno być powodem radości; współczuje temu, którego niedolę postawią przed jego oczyma twe słowa; wystrzega się tego, czego mu się wystrzegać zalecasz.

#### Funkcja estetyczna
Funkcja estetyczna (stgr. páthos, łac. delectare) odwoływała się do uczuć. Jej celem było wywołanie zachwytu u odbiorcy poprzez sprawienie mu przyjemności estetycznej. Szczególnym środkiem uwypuklenia funkcji estetycznej były ornamenty słowne a jej stylistycznym odpowiednikiem był styl średni.

### Trzy rodzaje retoryczne

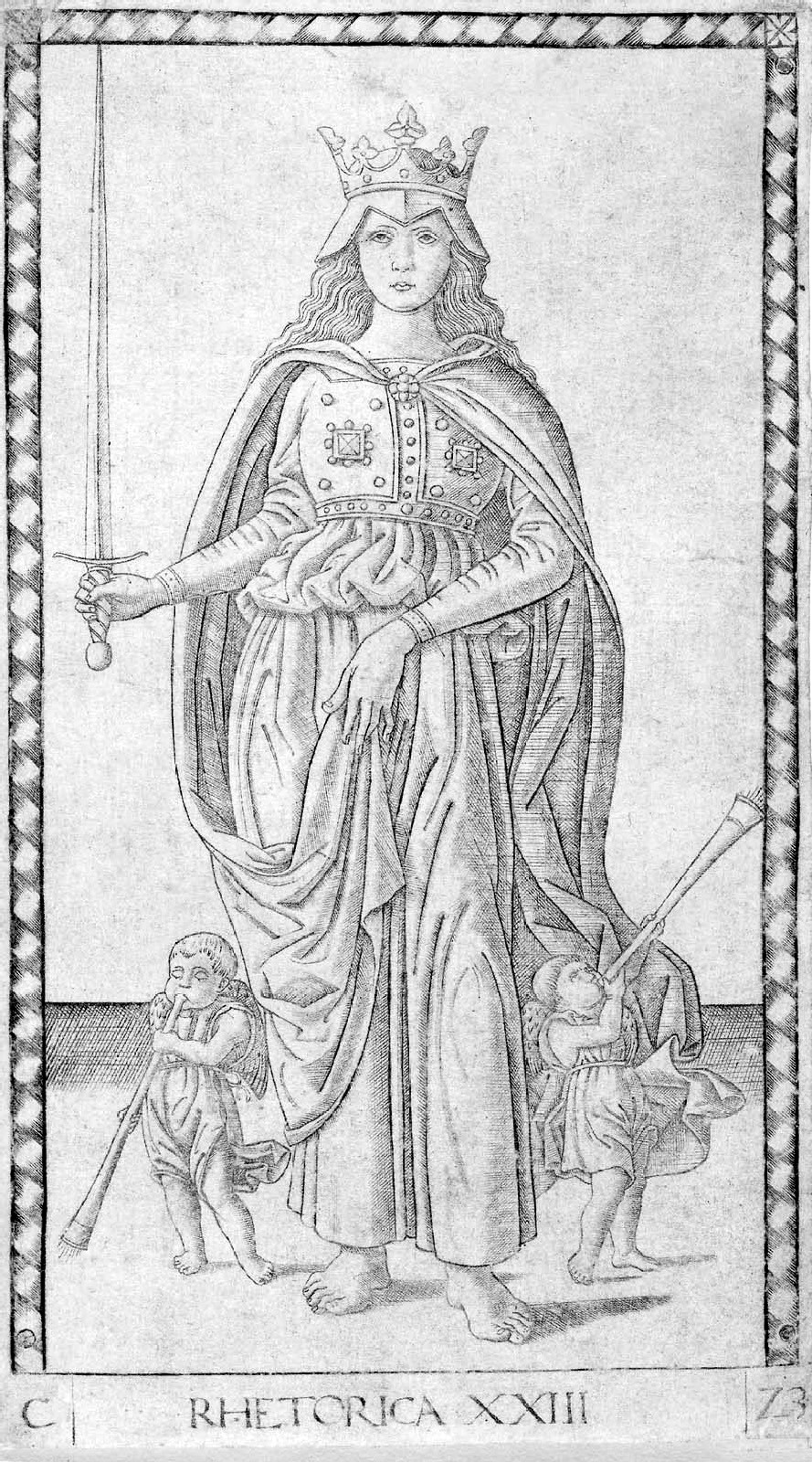
Personifikacja retoryki jako królowej siedmiu sztuk wyzwolonych. Karta tarota, Mantegny ok. 1465.

Temat wypowiedzi retorycznej powinien zostać ujęty w jednym z trzech rodzajów (łac. tria genera dicendi). Były to: mowa uzasadniająca, mowa osądzająca lub mowa oceniająca. Odpowiadały one ludzkiej skłonności do radzenia czy odradzania, oskarżania lub obrony, chwalenia lub ganienia. Doradzanie dotyczyło zawsze czasu przyszłego, osądzanie czasu przeszłego, zaś pochwała lub nagana – czasu teraźniejszego.
Podział ten wprowadził do teorii retoryki Arystoteles, który podzielił oratorstwo na polityczne, sądowe i popisowe. Klasyfikacja przyjęła się we wszystkich późniejszych podręcznikach i była punktem wyjścia skomplikowanych uogólnień dotyczących teorii prozy.
Trzy rodzaje tworzyły zharmonizowaną całość retoryki, którą tak uzasadnił polski retor Filip Golański: nie są jednak te trzy rodzaje tak od siebie dalekie, ażeby się częstokroć łączyć nie miały. Ponieważ w pochwałach albo naganach wydaje się zachęcanie i prowadzenie do dobrego, wstręt do złego. W radzeniu lub odradzaniu pochwała albo nagana przypada na dowody. Trzeci też rodzaj prawnej wymowy nie po małej części do wtórego należy. Bo sąd niejako na szali sprawiedliwości waży obojej straży dowody, a patron właśnie jakby radził albo odradzał. Przystojność, pożytek i słuszność trojaki cel tych trzech rodzajów wzajemnie się jednoczyć musi.

#### Rodzaj uzasadniający
Rodzaj uzasadniający, zwany też doradczym lub deliberatywnym (stgr. symboleutikón génos, łac. genus deliberativum), obejmował wszystkie wypowiedzi odnoszące się do czasu przyszłego, które doradzają, zachęcają, odradzają lub zniechęcają do jakiegoś tematu, sprawy, problemu itp. Używało się go debacie, w której rozważa się rozmaite „za” i „przeciw”, aby przekonać odbiorców do podjęcia odpowiedniej decyzji.
Przy wypowiedziach doradzających w podręcznikach zalecano stosowanie dowodzenia wartościującego, przesyconego dylematami i antytezami etycznymi, na przykład: dobro – zło, bezpieczeństwo – niebezpieczeństwo, konieczność – szkodliwość itp. Rodzaj uzasadniający miał przede wszystkim zastosowanie w polityce (np. w przemówieniach parlamentarnych). Retoryczne „deliberowanie” było też używane w różnorodnych gatunkach prozatorskich i wierszowanych literatury dydaktyczno-moralizującej, których głównym celem było zachęcanie, odradzanie, przestroga, upominanie czy wzywanie (np. w kazaniach).

#### Rodzaj osądzający
Rodzaj osądzający, zwany też sądowym (stgr. dikainikón génos, łac. genus iudiciale), obejmował wypowiedzi odnoszące się do czasu przeszłego, które oskarżały lub broniły, nadto dowodziły, że coś jest prawdziwe lub nieprawdziwe. Zadaniem oskarżenia było przedstawienie winy, udowodnienie jej. Celem obrony było metodyczne zbijanie zarzutów oskarżycielskich.
Rodzaj osądzający miał i do dziś ma zastosowanie w oratorstwie sądowym (mowy oskarżycielskie i obrończe). W literaturze retorycznej, obok mów wygłaszanych przed trybunałami, często tworzono mowy literackie, które rozważały różne kwestie związane z wydarzeniami z przeszłości. Dały one początek piśmiennictwu historycznemu i publicystyce. Po upadku wolności greckiej i rzymskiej wymowa sądowa straciła znaczenie praktyczne. Wysoko rozwinięta technika wygłaszania tego rodzaju mów nigdy jednak nie zaginęła. Ćwiczono ją w fikcyjnych przewodach sądowych i wzorce przekazywano jako formułę. Np. w traktacie Alkuina o retoryce jako jeden z mówców występuje Karol Wielki. Wymowa sądowa wróciła do praktycznego zastosowania, gdy przywracano rzymskie zasady prawa, a najstarsze jej średniowieczne ślady pochodzą z XI-wiecznej Italii.
W literaturze rodzaj ten dał początek tym formom piśmienniczym, w których podmiot retoryczny występuje w roli „sędziego” zagadnień, problemów, spraw filozoficznych, moralnych, religijnych itp. Do rodzaju tego należały przede wszystkim liczne gatunki literatury polemicznej.

#### Rodzaj oceniający
Rodzaj oceniający, zwany też demonstratywnym lub popisowym (stgr. epideiktikón génos, łac. genus demonstrativum), obejmował wypowiedzi dotyczące czasu teraźniejszego, zawierające pochwałę albo naganę osób, rzeczy, problemów, wartości itp.
Pochwała i nagana mogły być wypowiadane we własnym imieniu, choć najczęściej były wyłożeniem poglądów podzielanych przez słuchaczy. Rodzaj oceniający związany był z oratorstwem pokazowym, którego głównym celem było upowszechnienie kryteriów wartości wykorzystywanych w perswazji deliberatywnej i osądzającej. Rodzaj oceniający miał zastosowanie okolicznościowe (mowy pogrzebowe, patriotyczne, rocznicowe, religijne itp.), które nie wymagało od słuchaczy konkretnych rozstrzygnięć czy wyborów. Dzięki niemu zrodziło się w retoryce zjawisko panegiryzmu, spotykane w najprzeróżniejszych odmianach mów pochwalnych.
Dla Arystotelesa przemówienie w rodzaju oceniającym było spektaklem, a rola słuchaczy polegała nie na powzięciu decyzji, ale na ocenie talentu mówcy. Jego zdaniem wymowa popisowa jest najbardziej literacka, gdyż jest przeznaczona do czytania. Rodzaj oceniający przyczynił się w największej mierze do odróżnienia, na gruncie retoryki, sztuki pisania od sztuki mówienia.

### Trzy style retoryczne
Wypowiedź mogła zostać napisana lub wygłoszona w jednym z trzech stylów retorycznych (łac. tres modi dicendi) – w stylu niskim, średnim lub wysokim. Podział ten przypisywano Arystotelesowi i Teofrastowi, a w europejskiej tradycji retorycznej utrwalił go autorytet Cycerona. Zgodnie z opinią Cycerona jeden tylko styl oratorski nie wystarczy dla każdej sprawy, każdej publiczności, każdego mówcy, każdej okazji. Klasyfikacja stylów zależała od stopnia ozdobności w zakresie słownictwa i szyku zdań, nasycenia środkami służącymi oddziaływaniu emocjonalnemu (takimi jak figury retoryczne czy metafory) oraz sposobu rytmizacji tekstu.

#### Styl niski
Styl niski, zwany też prostym (stgr. ischnón, łac. humilis, subtilis, tennis, attenuatus) służył najlepiej celom dydaktycznym. Był stosowany przede wszystkim w rodzaju oceniającym wypowiedzi retorycznej. Styl ten był oszczędny, jasny i skromny, pozbawiony figur retorycznych czy metafor. Wymagał słów niewyszukanych, których znaczenie było oczywiste dla odbiorców. Używany był przede wszystkim w dysputach, rozprawach filozoficznych czy epistolografii.

#### Styl wysoki
Styl wysoki, zwany też wzniosłym (stgr. hadrón, łac. gravis, amplus, sublimis, vehemens) ze względu na największą siłę oddziaływania odpowiedni był dla tematów doniosłych, a głównym celem jego stosowania było emocjonalne oddziaływanie na odbiorców. Stosowany był przede wszystkim w rodzaju deliberatywnym. Wyróżniało go nasycenie środkami emocjonalnymi, zwłaszcza figurami retorycznymi i metaforami. Wypowiedź w nim wygłoszona musiała być starannie dopracowana. Odpowiedni był w mowach o wielkiej wadze, zachęcających do wzniosłych czynów.

#### Styl średni
Styl średni, zwany też umiarkowanym (stgr. antherón, łac. medius, mediocris, moderatus, modicus, floridus) służył do wywoływania zachwytu. Był szczególnie odpowiedni dla rodzaju oceniającego. Jego stosowanie było w podręcznikach uważane za „złoty środek”, który wyważa skrajności stylu niskiego i wysokiego. Przez teoretyków uważany był za ideał sztuki retorycznej, wymagający szczególnego wysiłku i taktu.

### Attycyzm i azjanizm
W okresie ekspansji kultury greckiej na kraje ościenne stwierdzono, że sztuka retoryki ma inny kształt i wydźwięk artystyczny w
Azji Mniejszej, inny zaś w Attyce, gdzie pielęgnowano tradycję klasycznej wymowy helleńskiej. W ten sposób do uznawanej powszechnie doktryny o trzech stylach retorycznych, wprowadzono pojęcia stylu attyckiego i azjańskiego. W systematyce tej nie chodziło o odróżnianie stylów, ale o zasadniczy spór, który podzielił teoretyków retoryki. Dyskusje na temat wyższości attycyzmu lub azjanizmu występowały w retoryce rzymskiej, odżyły też niespodziewanie w XVI wieku.
Terminem azjanizm określano styl bogaty, kwiecisty, przeładowany efektami i ornamentami, zwłaszcza nadmierną liczbą tropów i figur retorycznych. Ponieważ rozwinął się pod wpływem Wschodu, nazwano go pejoratywnie brzmiącą dla Greków nazwą „azjanizm”. W umiarkowanym zakresie popierał go Cyceron – w swoich rozprawach retorycznych i w praktyce oratorskiej. W czasach nowożytnych azjanizm był synonimem stylu „barokowego”.
Nazwa attycyzm wiąże się z reakcją na wybujałość – jak twierdziła część teoretyków retoryki – azjanizmu. Stąd attycyzmem określano rygorystyczne przestrzeganie prawideł dialektu attyckiego, a w Rzymie wzorowej, surowej łaciny. Z czasem attycyzm stał się synonimem ideału klasycznej powagi, prostoty i jasności. Szczególnym jego propagatorem był Hermagoras z Temnos. W czasach nowożytnych attycyzm był synonimem stylu „klasycznego”.

### Pięć zadań retoryki
Korpus retoryki był przedstawiany w podręcznikach zazwyczaj w oparciu o perypatetycką regułę pięciu zadań. Obejmowała ona następujące etapy (działy) retorycznego postępowania: wynajdywanie tematu i przedmiotu myśli (inwencja); funkcjonalne ułożenie zebranego materiału (dyspozycja); poprawne, jasne i stosowne wysłowienie (elokucja); opanowanie pamięciowe (memoria); wygłoszenie (akcja). Dwa ostatnie etapy dotyczyły technicznej strony wygłoszenia mowy. Trzy pierwsze były najbardziej istotne, gdyż zawierały zasady komponowania wypowiedzi. W podręcznikach zawsze podkreślano konieczność zachowania właściwej kolejności w konstruowaniu każdego dzieła sztuki retorycznej – od inwencji przez elokucję do akcji.

#### Inwencja
Inwencja (stgr. heúresis, łac. inventio) – retoryczna umiejętność wynajdywania myśli, selekcji informacji, wyboru tematu, wyszukiwania sposobu rozwiązania postawionego problemu, gromadzenia danych itp. Zgodnie z zasadami retoryki autor nie wymyślał bowiem tematu ani treści, ale je „wynajdywał” (łac. invenit) w otaczającej rzeczywistości, pamięci i tzw. „miejscach wspólnych”.
Zgodnie z zasadami retoryki, temat był najczęściej „dany” przez samą przyczynę, którą było jakieś wydarzenie. „Wynajdywana” była natomiast cała materia wypowiedzi. Oznaczało to przywoływanie odpowiednich argumentów – z pamięci, notatek, książek czy wiedzy ogólnej. Ponieważ tematy wynikały z określonej sytuacji, w retoryce nie tematy są oryginalne, ale sposoby ich ujęcia. Istotą inwencji jest wynalezienie rzeczy (łac. res) prawdziwych albo prawdopodobnych, które pozwoliłyby przedstawić sprawę jako godną uznania, wzbudziłyby zaufanie słuchaczy, a tym samym wypełniałyby funkcje retoryki. Główne etapy inwencji (łac. partes inventionis) obejmują: rozpoznanie sprawy, ustalenie stanu zagadnienia i zgromadzenie odpowiednich argumentów.

#### Dyspozycja
Dyspozycja (gr. táksis, łac. dispositio, compositio lub distributio), zwana niekiedy kompozycją, zajmowała się konstrukcją wypowiedzi. Temat i treść, wynalezione dzięki inwencji, układano według określonych norm. Uwzględniały one zasady i funkcje retoryki, ale również estetyczną „ekonomikę” (stgr. oikonomia). Według Kwintyliana dyspozycja oznaczała opracowanie rzeczy i całej sprawy według harmonijnego porządku. Dzięki przestrzeganiu reguł dyspozycji wypowiedź uzyskiwała jasność i przejrzystość oraz kształt ułatwiający zrozumienie, wzruszenie i zachwycenie mową. Każdy motyw trzeba było we właściwy sposób przygotować, wprowadzić, rozwinąć, wzmocnić lub złagodzić, wysnuwać jedne punkty z drugich, stopniować według ich siły dowodowej czy sugestywnej, wiązać wzajemnie elementy rozumowe i emocjonalne – wreszcie zamknąć wszystko w jednym wniosku.
W teorii retoryki wyróżniano dwa podstawowe rodzaje dyspozycji: ordo naturalis („porządek naturalny”) i ordo artificialis („porządek sztuczny”). Oba dotyczyły zarówno rzeczy, czyli treści (łac. res), jak również słów (łac. verba).

#### Elokucja
Elokucja (stgr. léksis, łac. elocutio), inaczej sztuka wysłowienia, zajmowała się celowym i stosownym do myśli użyciem
słów. Wynalezione w procesie inwencji i odpowiednio uporządkowane przez dyspozycję myśli, należało w ramach elokucji ułożyć w odpowiednie słowa, czyli jak to za Kwintylianem ujął Norwid – odpowiednie dać rzeczy słowo. Podstawową zasadą retorycznej elokucji było podporządkowanie stylistyki celom funkcjonalnym. W pracach dotyczących elokucji ścierały się dwie zasadnicze orientacje. Część pisarzy była zwolennikami sofistycznego formalizmu, który formę uniezależniał od treści. Natomiast pogląd przeciwny, o uzależnieniu formy od treści, sformułował Sokrates, którego teorię rozwinął i udoskonalił Arystoteles.
Teoria elokucji obejmowała trzy działy: typologię stylów, zasady wyboru i przekształcenia słów (tropy i figury) oraz wiedzę o tzw. okresie retorycznym.

#### Memoria
Memoria (stgr. mnéme, łac. memoria), zwana także mnemoniką, to pamięciowe opanowanie napisanego przemówienia. Wymagała nie tylko dobrej pamięci naturalnej, ale również znajomości techniki zapamiętywania. Sztuka pamięci, czyli pamięć „sztuczna” (w odróżnieniu od wrodzonej), miała istotne znaczenie, dlatego teoretycy retoryki mimo zastrzeżeń, iż pamięć jest „talentem” danym z natury, wypracowali technikę sprawnego i efektywnego zapamiętywania.
Rozważania o „sztucznej” pamięci, zawarte w traktacie Rhetorica ad Herennium, a rozwinięte w dziełach Cycerona i Kwintyliana, zaczynają się od opowiadania o Symonidesie z Keos (zm. ok. 468 przed Chrystusem), który na uczcie wydanej przez Skopasa opiewał w poemacie jego osobę. Gdy wywołano Symonidesa z sali biesiadnej zawalił się sufit i wszyscy ucztujący zginęli. Symonides dokładnie zapamiętał miejsca, które zajmowali goście i wskazał je rodzinom pragnącym zidentyfikować zwłoki. Zdarzenie to miało Symonidesowi podsunąć pomysł opracowania zasad sztuki pamięci. Oparł je na umiejętności zapamiętania miejsc i przedmiotów w konkretnym pomieszczeniu istniejącym w wyobraźni retora. To osiągnięcie Symonidesa pozwoliło zauważyć, że odciśnięcie miejsc w umyśle dopomaga pamięci, o czym każdy może się przekonać na podstawie doświadczenia – twierdził Kwintylian.

#### Akcja
Akcja (stgr. hipókrizis, łac. actio, pronuntiatio), zwana inaczej wygłoszeniem lub przedstawieniem, była ostatnim etapem wysiłku retora. Grecki termin hipókrizis („gra sceniczna”, ale również „udawanie”, „hipokryzja”) pojawił się w iluzjonistycznej (apatetycznej) teorii retorycznej, zgodnie z którą żywe słowo wprowadza odbiorcę w stan omamienia. Twórcą tego poglądu był Gorgiasz, który łączył ten etap retoryki z dramaturgią. Iluzjonizmem retorycznym zafascynowany był szczególnie Arystoteles, który zalecał mówcom uważne podpatrywanie aktorów dramatycznych wprowadzających widzów w stan „oczyszczenia” (gr. kátharsis). Według niego wygłoszenie polega na odpowiednim stosowaniu głosu w celu wyrażenia poszczególnych wzruszeń, na mówieniu głośnym, cichym i pośrednim, na używaniu wysokiego, niskiego i pośredniego tonu, na używaniu rozmaitych rytmów, zgodnych z rozmaitymi przedmiotami mowy. Siła głosu modulacja tonu i rytm, to trzy cechy, na które zważa mówiący. Dla Cycerona akcja retoryczna była aktywną „mową ciała” skłaniającą słuchacza do podjęcia decyzji, stąd słynne mowy przeciw Werresowi nazwał Cyceron Actiones („Akcjami”).

### Części wypowiedzi
Klasyczne dzieło retoryczne składało się z pięciu części (partes artis): wstępu (exordium), narracji (narratio), argumentacji (probatio), refutacji (refutatio) i zakończenia (conclusio).
Arystoteles początkowo uważał, że w wypowiedzi występują tylko dwie części – narracja i dowodzenie. Zmienił jednak zdanie i na kartach „Retoryki” dodał jeszcze wstęp i zakończenie. Podział na cztery części mowy, za Arystotelesem, przyjmowali za obowiązujący retorzy greccy. Autorzy łacińscy, zwłaszcza Cyceron, wydzielili z dowodzenia osobną część, poświęconą odpowiedzi na zarzuty pod adresem tez przedstawianych przez autora. Podział na pięć części ugruntowało stanowisko Kwintyliana, który jako czwartą część dzieła, przed zakończeniem, przewidywał zbijanie zarzutów (refutatio). Chociaż podział na pięć części wypowiedzi, ugruntowany autorytetami Cycerona i Kwintyliana, uważany jest za klasyczny, niektórzy późniejsi autorzy dodawali niekiedy szóstą lub nawet siódmą część – po narracji, a przed argumentacją. Propozycje te jednak nie zostały powszechnie przyjęte.